# كأس تونس لكرة اليد للرجال
كأس تونس لكرة اليد للرجال (بالفرنسية: Coupe de Tunisie masculine de handball) هي المسابقة الرسمية للكأس في رياضة كرة اليد في تونس منذ 1955.
لعبت بانتظام باستثناء النهائي عام 1958 التي فاز بها بواسطة جهد الروح الرياضية و عام 1977 ألغيت بعد حدوث حوادث في الدور قبل النهائي.

## الفائزين
| - 1955–56: الملعب الغولي - 1956–57: البحرية الرياضية لاتحاد منزل بورقيبة - 1957–58: الجهد الرياضي - 1958–59: الجهد الرياضي - 1959–60: الترجي الرياضي التونسي - 1960–61: جمعية البريد والبرق والهاتف الرياضية - 1961–62: جمعية البريد والبرق والهاتف الرياضية - 1962–63: المنصورة الشعبية بحمام الأنف - 1963–64: النادي الإفريقي - 1964–65: النادي الإفريقي - 1965–66: النادي الإفريقي - 1966–67: النادي الإفريقي - 1967–68: النادي الإفريقي - 1968–69: النادي الإفريقي - 1969–70: الترجي الرياضي التونسي - 1970–71: الترجي الرياضي التونسي - 1971–72: الترجي الرياضي التونسي - 1972–73: الترجي الرياضي التونسي - 1973–74: الترجي الرياضي التونسي - 1974–75: الترجي الرياضي التونسي - 1975–76: الترجي الرياضي التونسي - 1976–77: ألغيت الكأس - 1977–78: الترجي الرياضي التونسي - 1978–79: الترجي الرياضي التونسي - 1979–80: الترجي الرياضي التونسي - 1980–81: الترجي الرياضي التونسي - 1981–82: الترجي الرياضي التونسي - 1982–83: الترجي الرياضي التونسي - 1983–84: الترجي الرياضي التونسي - 1984–85: الترجي الرياضي التونسي - 1985–86: الترجي الرياضي التونسي - 1986–87: النادي الإفريقي - 1987–88: النادي الإفريقي - 1988–89: النادي الإفريقي - 1989–90: مكارم المهدية | - 1990–91: النجم الرياضي الساحلي - 1991–92: الترجي الرياضي التونسي - 1992–93: الترجي الرياضي التونسي - 1993–94: الترجي الرياضي التونسي - 1994–95: الترجي الرياضي التونسي - 1995–96: النادي الإفريقي - 1996–97: النادي الإفريقي - 1997–98: النادي الإفريقي - 1998–99: مكارم المهدية - 1999–00: النجم الرياضي الساحلي - 2000–01: النادي الإفريقي - 2001–02: الترجي الرياضي التونسي - 2002–03: النادي الإفريقي - 2003–04: النادي الإفريقي - 2004–05: الترجي الرياضي التونسي - 2005–06: الترجي الرياضي التونسي - 2006–07: النادي الإفريقي - 2007–08: النجم الرياضي الساحلي - 2008–09: النجم الرياضي الساحلي - 2009–10: النجم الرياضي الساحلي - 2010–11: النادي الإفريقي - 2011–12: الجمعية الرياضية بالحمامات - 2012–13: الترجي الرياضي التونسي - 2013–14: النجم الرياضي الساحلي - 2014–15: النادي الإفريقي - 2015–16: النادي الإفريقي - 2016–17: النجم الرياضي الساحلي - 2017–18: الترجي الرياضي التونسي - 2018–19: النادي الرياضي بساقية الزيت - 2019–20: النادي الرياضي بساقية الزيت - 2020–21: الترجي الرياضي التونسي - 2021–22: الترجي الرياضي التونسي - 2022–23: الترجي الرياضي التونسي - 2023–24: الترجي الرياضي التونسي |

## عدد التتويجات لكل فريق
| الألقاب                              | الفريق |
| ------------------------------------ | ------ |
| الترجي الرياضي التونسي               | 30     |
| النادي الإفريقي                      | 19     |
| النجم الرياضي الساحلي                | 7      |
| النادي الرياضي بساقية الزيت          | 2      |
| مكارم المهدية                        | 2      |
| جمعية البريد والبرق والهاتف الرياضية | 2      |
| الجهد الرياضي                        | 2      |
| الجمعية الرياضية بالحمامات           | 1      |
| المنصورة الشعبية بحمام الأنف         | 1      |
| الملعب الغولي                        | 1      |
| البحرية الرياضية لاتحاد منزل بورقيبة | 1      |

## مقالات ذات صلة
- الدوري التونسي لكرة اليد للرجال
- كأس تونس لكرة اليد للسيدات
- الجامعة التونسية لكرة اليد

## روابط خارجية
- الموقع الرسمي.